# 海台白点兰
海台白点兰（学名：Thrixspermum annamense），又名白毛風蘭，为兰科白点兰属下的一个种。

## 扩展阅读
- 維基物種上的相關：海台白点兰